# Ненад Кецмановић
Ненад Кецмановић (Сарајево, 9. септембар 1947) српски је политиколог, политички аналитичар, публициста, социолог и професор универзитета у пензији. Кецмановић је био ректор сарајевског универзитета (1988—1992). Он је члан Сената Републике Српске. Коаутор је прве обимне монографије „Историја Републике Српске”, објављене у Београду и Бања Луци 2016. године.

## Биографија
Рођен је 9. септембра 1947. у Сарајеву. Његов отац био је Илија Кецамновић (1902—1975) историчар књижевности, управник Народне библиотеке Босне и Херцеговине и уредник културне рубрике Ослобођења, а мајка Милица Ракетић професор класичне филозофије. Деда по оцу био је Душан Кецмановић (1876—1942) православни свештеник и политичар, члан Сената Краљевине Југославије. Његов брат је психијатар Душан Кецмановић (1942—2014).
Након гимназије је студирао право, филозофију, социологију и политичке науке на Универзитету у Сарајеву. Социологију је дипломирао 1971. као студент генерације, а политикологију 1973. године, након чега је радио као асистент Факултета политичких наука у Сарајеву. Докторирао је на тему Конвергенција политичких система 1975. године. За доцента на Факултету политичких наука је изабран 1976, за ванредног професора 1979. и за редовног професора 1984. године. Живио је у Сарајеву до распада Југославије, након чега прелази да живи у Београд. До распада Југославије је био редовни професор политичких наука и декан Факултета политичких наука у Сарајеву. Био је ректор Универзитета у Сарајеву од 1988. до распада Југославије. Априла 1989. био је кандидат за члана Председништва СФРЈ из Босне и Херцеговине, али је на дан гласања повукао кандидатуру, под притиском Службе државне безбједности због „недовољне безбједносне културе“. Од стране босанскохерцеговачког политичког руководства на челу са Раифом Диздаревићем је оптужен да је „енглески шпијун“.
У вријеме политичког плурализма у Југославији 1990. године, у Сарајеву оснива огранак за Босну и Херцеговину Савеза реформских снага Југославије чији је био председник до 1992; политичку партију чији оснивач је био Анте Марковић. Године 1991. добија почасни докторат Универзитета у Мичигену. У време расада Југославије и увођења санкција СРЈ, краткотрајно је био део тзв. крњег Председништва БиХ у јуну и почетком јула 1992. године, али искористио је прву прилику и напустио Сарајево, а прешао је у СРЈ у Београд.
У Београду је радио као професор на Факултету за менаџмент „Браћа Карић”, и на Учитељском факултету. Касније постаје редовни професор и шеф Одељења за политикологију Факултета политичких наука Универзитета у Београду. Као редовни професор ради на Универзитету у Источном Сарајеву, а као редовни професор и декан на Универзитету у Бањалуци. Члан је Сената Републике Српске од 1. септембра 1996, а 2009. је поново изабран на позицију сенатора Републике Српске. На позицију експерта Европског центра за мир и развој Уједињених нација у Паризу је изабран 1998, а 2006. постаје члан Руске академије политичких наука у Москви. Од 2001. до 2004. је члан Главног одбора и Политичког савета Демократског центра у Београду. Једно вријеме је радио као уредник Радио телевизије Републике Српске. Радио је и као уредник часописа за друштвену теорију „Идеје“, „Опредјељења“, „Дијалог“ и „Лица“, те као дописник политичког недељника НИН.
У опсежној монографији Историја Републике Српске у коауторству са историчарем Чедомиром Антићем описао је Историју Републике Српске структурисану кроз петнаест главних поглавља:
„Држава Српска”,
„Антика и средњовјековље”,
„У Османском царству”,
„Устанци и препород”,
„Под аустроугарском влашћу”,
„Сарајевски атентат”,
„Први свјетски рат”,
„Врбаска бановина”,
„Окупација, отпори, грађански рат”,
„Геноцид у НДХ”,
„Социјалистичка република”,
„Вишестраначка СР БиХ”,
„Стварање државе”,
„Прве године треће декаде”.
Поред тога, та књига нуди и низ корисних експланаторних и документарних додатака, географских карата, индекс најзначајнијих имена везаних за историју Републике Српске од 1992. до 2016. године. Књига је урађена по принципима академске историографије и има велику информативну вредност.
На свечаној академији поводом Дана Републике Српске 2023. године додијељен му је Орден заставе Републике Српске са златним вијенцем.
| „ | Ту синтагму, „међународна заједница“, не волим, јер то не постоји као реалност. Постоје напросто неке велике и моћне силе које ту чињеницу прикривају том флоскулом „међународна заједница“, То ја и својим студентима говорим, да треба да уоче тај парадокс, да се међународном заједницом назива нешто што је став свега неколико јаких играча на свјетској сцени. | ” |

Кецмановић живи у Београду. Ожењен је Наташом, рођеном Парежанин, са којом има двоје дјеце, сина Владимира, књижевника и кћерку Тијану.

## Одабрана дела
- Немогућа држава, издавач: Глас Српске, Бањалука (2007)
- Идеологија и истина,
- Политика у критичком огледалу,
- Демократија и централизам,
- Енциклопедијски рјечник политиколошких појмова,
- Социологија образовања,
- Домети демократије,
- Антић, Чедомир; Кецмановић, Ненад (2015). Историја Републике Српске (1 изд.). Београд: SAS Intelligence, Српска књижевна задруга.
  - Антић, Чедомир; Кецмановић, Ненад (2016). Историја Републике Српске (The History of the Republic of Srpska) (2 изд.). Београд: Двије круне.
    - Антић, Чедомир; Кецмановић, Ненад (2016). Историја Републике Српске (3 изд.). Београд: Недељник.
- Успон једне идеје - слобода и самосталност Републике Српске и улога Милорада Додика, коаутор са Александром Врањешом и Жељком Будимиром[6]